# Heather (canção)
"Heather" é uma canção do cantor americano Conan Gray, gravada para seu álbum de estreia Kid Krow (2020). Foi escrita por Gray e produzida por Dan Nigro, com produção adicional de Jam City. A canção foi originalmente lançada em 20 de março de 2020 juntamente com o álbum, e após o lançamento do mesmo, foi enviada para as estações de rádios como o sexto single do álbum em 4 de setembro de 2020.
A canção ganhou popularidade na plataforma de compartilhamento de vídeos TikTok. Comercialmente, "Heather" alcançou o número 46 na Billboard Hot 100, bem como o número 17 na UK Singles Chart, tornando-se o single de maior sucesso de Gray desde "Maniac".

## Videoclipe
Em 19 de agosto de 2020, Conan Gray lançou um teaser para o videoclipe previsto para ser lançado no dia seguinte. O videoclipe oficial estreou em 20 de agosto de 2020. No vídeo, dirigido por Dillon Matthew e Conan Gray, mostra Gray refletindo sobre si mesmo tentando se tornar o idolatrado "Heather". Os críticos descreveram o vídeo como "uma visualização íntima" de Gray, pois ele "flutua entre padrões de beleza feminino e masculina". Rania Aniftos, da Billboard, descreveu o vídeo como "instigante".

## Desempenho nas tabelas de músicas

### Tabelas semanais
| Tabela musical (2020)              | Melhor posição |
| ---------------------------------- | -------------- |
| Austrália (ARIA)                   | 13             |
| Canadá (Canadian Hot 100)          | 26             |
| Estados Unidos (Billboard Hot 100) | 46             |
| Irlanda (IRMA)                     | 12             |
| Lituânia (AGATA)                   | 26             |
| Nova Zelândia (RMNZ)               | 13             |
| Portugal (AFP)                     | 115            |
| Reino Unido (UK Singles Chart)     | 17             |
| Singapura (RIAS)                   | 2              |

## Históricos de lançamentos
| País      | Data                   | Formato(s)                 | Gravadora(s) | Ref.   |
| --------- | ---------------------- | -------------------------- | ------------ | ------ |
| Vários    | 20 de março de 2020    | Download digital streaming | Republic     | [ 19 ] |
| Austrália | 4 de setembro de 2020  | Rádios mainstream          | Island       | [ 20 ] |
| Itália    | 25 de setembro de 2020 | Rádios mainstream          | Island       | [ 21 ] |